# شبیبیه
شُبَیبیه یکی از فرقه‌های منشعشب شده فرقه خوارج است که به پیروی از شُبَیب بن یزید شیبانی پرداختند. نام دیگر این فرقه صالحیه است.

## رهبر فرقه
شُبَیب بن یزید شیبانی، که به ابوالصحاری شناخته می‌شود. او در سال ۲۶ ه.ق به دنیا آمده و در سال ۷۷ ه.ق به دست همسرش به قتل رسید، برخی منابع علت مرگش را غرق شدن در آب و در طی نبرد با نیروهای حجاج ثقفی دانسته‌اند. طرفداران وی، او را امیرالمؤمنین خوانده‌اند. وی به سال ۷۶ ه.ق بر ضد امویان قیام کرد و قیام خویش را از بصره آغاز نمود. اما در هنگام عزیمت به کوفه، در نواحی اهواز با نیروهای حجاج ثقفی برخورد کرده و پس از رویارویی با وی، شکست خورد. وی در ابتدا به همراهی با صالح بن مسرح اقدام به قیام کرد، اما با کشته شدن صالح، وی به تنهایی قیام را عهده دار شد. وی در دوران قیامش، توانست نواحی مدائن و کسکر استیلاء یابد. بنابر نقلی، همسر و مادرش، به همراه گروهی دیگر از زنان خوارج، با در دست گرفتن نیزه شبانه به مسجد کوفه حمله برده و تمام مسجدیان را به قتل رساندند. شبیب نیز به کوفه حمله برد اما لشکریان حجاج وی را هزیمت کردند و در نهایت پس از تعقیب و گریزی در نواحی اهواز به قتل رسید. مادر و همسر شبیب نیز اندکی پس از قتل وی به قتل رسیدند.

## اعتقادات
این فرقه به امامت زنان باور داشته و معتقدند که پس از کشته شدن شبیب بن یزید، مادرش ام شبیب (غزاله) و یا به نقلی جهیزه همسرش هستند. این فرقه هر زن یا مرد مسلمانی که قائم به شمشیر باشد را لایق خلافت و امامت می دانستند. گروهی این فرقه را از مرجئه خوارج خواندند؛ علت نیز سکوت این فرقه در ماجرای صالح بن مسرح دانسته‌اند. همچنین آورده اند که این فرقه به قدر و جبر اعتقادی نداشتند.